# Thanasis Papakonstantinou

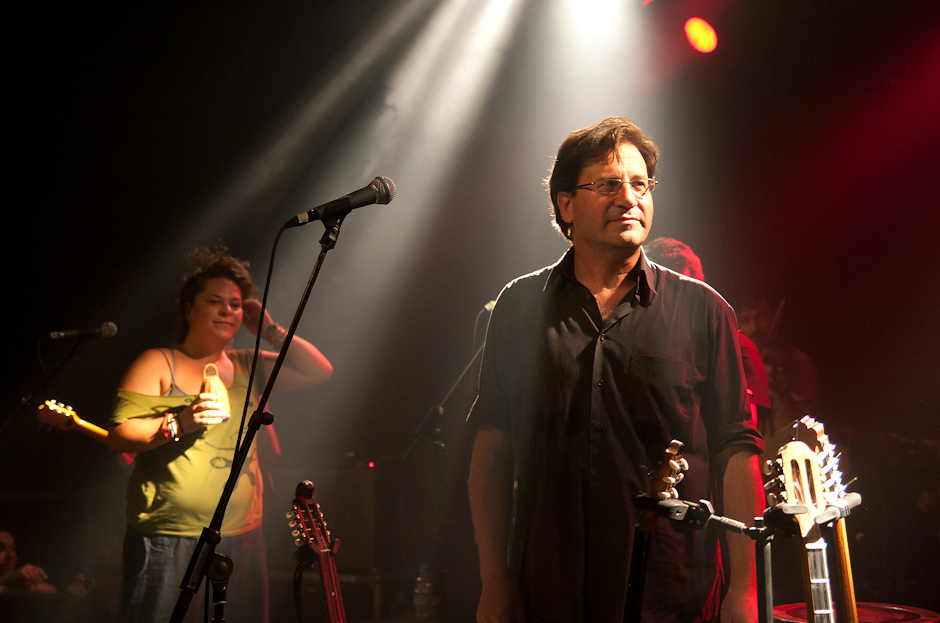
Papakonstantinou im Oktober 2012

Thanasis Papakonstantinou (griechisch Θανάσης Παπακωνσταντίνου, * 26. April 1959 in Tyrnavos) ist ein griechischer Singer-Songwriter.

## Leben und Karriere
Er studierte Maschinenbau an der Aristoteles-Universität Thessaloniki. Für kurze Zeit übte er seinen Beruf aus, bevor er sich ausschließlich der Musik widmete. Er ist verheiratet, hat zwei Kinder und lebt in Larisa. Normalerweise schreibt er seine eigenen Texte, benutzt aber auch Gedichte anderer Autoren. Seine Musik ist beeinflusst vom traditionellen griechischen Liedgut. Inzwischen ist er einer der bekanntesten Künstler der griechischen Musikszene. Mit zahlreichen griechischen Musikern, wie Giannis Angelakas, Melina Kana, Sokratis Malamas, Lizeta Kalimeri, Nikos Papazoglou hat er zusammengearbeitet.

## Diskografie

### Alben
- 1993: Αγία Νοσταλγία (Agia Nostalgia), produziert von Nikos Papazoglou
- 1995: Στην Ανδρομέδα και στη γη (Stin Andromeda ke sti Gi), zusammen mit Melina Kana, Sokratis Malamas
- 1996: Της Αγάπης Γερακάρης (Tis Agapis Gerakaris), Melina Kana
- 1998: Λάφυρα (Lafyra), Melina Kana mit der Gruppe Ashkhabad aus Turkmenistan
- 2000: Βραχνός Προφήτης (Vrachnos Profitis)
- 2002: Αγρύπνια (Agrypnia)
- 2004: Τα ζωντανά (Ta zontana)
- 2005: Οι πρώτες ηχογραφήσεις (I protes ichografisis)
- 2006: Η βροχή από κάτω (I vrochi apo kato)
- 2006: Διάφανος (Diafanos)
- 2008: Ο Σαμάνος (O Samanos)
- 2011: Ο ελάχιστος εαυτός (O elachistos eaftos)
- 2014: Σεπτέμβριος (Septemvrios)
- 2018: Με Στόμα Που Γελά (Me Stoma Pou Gela)
- 2021: Απροστάτευτος (Aprostateftos)
- 2023: Urbanum

### Singles (Auswahl)
- 1995: Andromeda
- 1995: Kato Ap' To Maksilari
- 1995: I Trata
- 1996: Aposperitis
- 1998: Stylitis (mit Melina Kana)
- 2000: Pechlivanis
- 2000: Otan Charazei (mit Giannis Aggelakas)
- 2000: Palia Pligi
- 2006: Stin Koilada Ton Tempon (mit Sokratis Malamas)
- 2006: Diafanos (mit Sokratis Malamas)
- 2008: O Fortino Samano (mit Dionysis Savvopoulos)
- 2011: Simoun
- 2011: San Michele
- 2014: Heliopetra (mit Sokratis Malamas)